# Kapice (województwo podlaskie)
Kapice – wieś w Polsce położona w województwie podlaskim, w powiecie grajewskim, w gminie Grajewo.
| SIMC    | Nazwa     | Rodzaj    |
| ------- | --------- | --------- |
| 1011106 | Kopytkowo | część wsi |

W Kapicach jest ochotnicza straż pożarna oraz kościół filialny pw. Podwyższenia Krzyża Świętego.
W latach 1975–1998 miejscowość administracyjnie należała do województwa łomżyńskiego.
Na przełomie lipca i sierpnia 1944 roku wieś została spalona przez Niemców, a jej mieszkańców wysiedlono. 8 września tegoż roku żołnierze Wehrmachtu urządzili obławę na uchodźców koczujących na łąkach nad Biebrzą, mordując 51 osób, w tym wiele kobiet i dzieci.
Wierni kościoła rzymskokatolickiego należą do parafii Wniebowstąpienia Pańskiego w Osowcu.